# Delage Type R

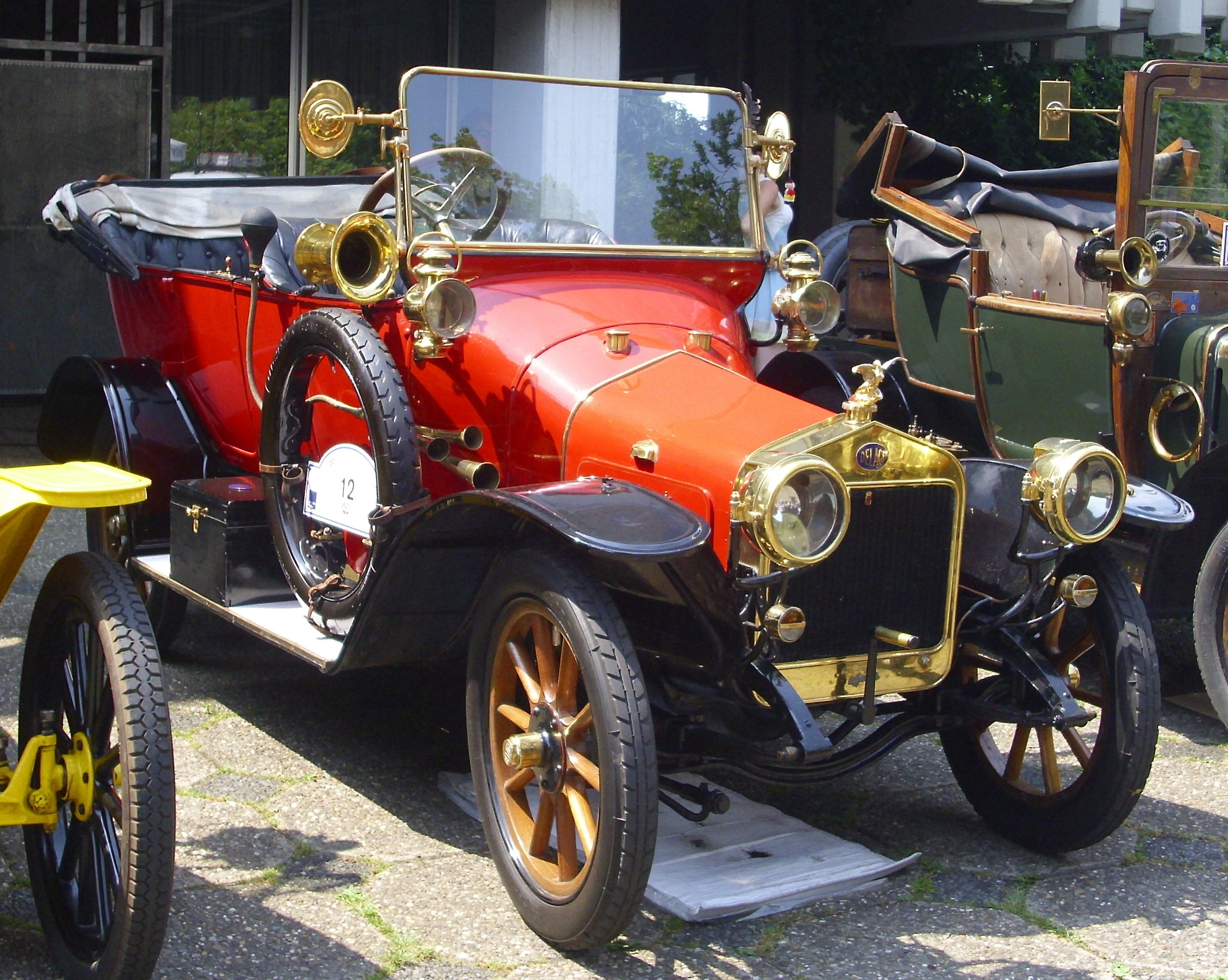
Delage Type R 4 von 1913

Der Delage Type R sowie die Varianten Delage Type R 3 und Delage Type R 4 waren frühe Personenkraftwagenmodelle der französischen Marke Delage.

## Beschreibung
Die nationale Zulassungsbehörde prüfte den Type R mit der Nummer 899 und der Motorennummer 2002 und erteilte am 29. Oktober 1909 die Genehmigung. Der Type R 4 mit der Nummer 4546 und der Motorennummer 4537 erhielt am 10. Juli 1913 seine Zulassung. Zu dieser Zeit wurde der Type R in Type R 3 umbenannt. Delage bot Type R von 1910 bis 1913, den Type R 3 nur 1913 und den Type R 4 von 1913 bis 1915 an. Vorgänger war der Delage Type M, Nachfolger wurde der Delage Type AM. 
Ein Vierzylindermotor von Établissements Ballot trieb die Fahrzeuge an. Er hatte 65 mm Bohrung und 110 mm Hub. Das ergab 1460 cm³ Hubraum. Der Motor leistete 14 PS. Das Fahrzeug war als Type R und Type R 3 mit 10 Cheval fiscal eingestuft, der Type R 4 dagegen als 9 CV. Der Grund dürfte in einer neuen Rechenweise der Steuer-PS liegen, die am 12. Dezember 1912 in Kraft trat.
Der Type R 4 hatte einen Motor vom Typ 4 G 3 und ein Vierganggetriebe, die anderen einen 4 G 1 und ein Dreiganggetriebe.
Das Fahrgestell hatte 1200 mm Spurweite und zunächst 2470 bis 2520 mm Radstand. Für den Type R 4 ist nur 2520 mm Radstand überliefert. Zur Wahl standen Tourenwagen und Phaeton.

## Stückzahlen und überlebende Fahrzeuge
Peter Jacobs vom Delage Register of Great Britain erstellte im Oktober 2006 eine Übersicht über Produktionszahlen und die Anzahl von Fahrzeugen, die noch existieren. Seine Angaben zu den Bauzeiten weichen in einigen Fällen von den Angaben der Buchautoren ab. Stückzahlen zu den Modellen vor dem Ersten Weltkrieg sind unbekannt. Für dieses Modell bestätigt er die Bauzeit. Es existieren noch 39 Fahrzeuge.